# Hyposarotis
Hyposarotis là một chi bướm đêm thuộc phân họ Tortricinae của họ Tortricidae.

## Các loài
- Hyposarotis atyphopa Diakonoff, 1988
- Hyposarotis impudica Diakonoff, 1988